# معهد أمناء الشرطة (مصر)
تم إنشاء معهد أمناء الشرطة عام 1967م على يد وزير الداخلية / شعراوي جمعة.و كان الغرض منه تخرج رجال شرطة على قدر من التعليم والمسؤلية.
تم إنشاء المعهد بمنطقة طرة البلد بمحافظة القاهرة بمصر
وكان الغرض من إنشاء المعهد تخرج رجال شرطة على قدر عالى التعليم والمسئولية حيث كان من اسس الالتحاق بمعهد امناء الشرطة ان يكون الطالب حاصل على الثانوية العامة أو ما يعادلها.. كما تم إنشاء المعهد لألغاء نظام الكونستبلات وأيضا كان من أهم الاهداف هو إلغاء كلية الشرطة على ان يتم التحاق الطالب بمعهد امناء الشرطة لمدة عامين يدرس خلالهما المواد الشرطية والحقوقية ويتم بعدهما تخريجه امين شرطة ثالث ويتدرج من ثالث إلى امين ثانى ثم امين أول وبذلك يكون مر على خدمتة 15 خمسة عشر عاما وبعد ذلك يتم ترقية في رتبة ملازم شرطة على ان يكون ضابط شرطة على كفائة عالية جدا مقارنه بضباط الشرطة خريجي كلية الشرطة حديثي التخرج.
شروط الالتحاق بمعهد امناء الشرطة: ان يكون والدية مصريين الجنسية. ان يكون حاصل على الثانوية العامة أو ما يعادلها ان يكون متمتع بسمعه طيبة وان لا يكون هو أو أحد افراد اسرته سبق اتهامه في قضايا جنائية أو جنح.
مزاى خريجى معهد امناء الشرطة: اللتحاق بالعمل بوزارة الداخلية فور تخرجة والعلاج على نفقة وزارة الداخلية والاشتراك بنادى امناء الشرطة وفي حالة حصولة على ليسانس الحقوق يتم التحاقة بكلية الشرطة والتخرج ملازم.
لحظات فارقة في تاريخ امناء الشرطة: بعد قيام ثورة 25 يناير 2011م قامت ثورة لامناء الشرطة على وزارة الداخلية وكان من اهمها تطبيق قانون اللالتحاق بكلية الشرطة بعد الحصول على ليسانس الحقوق حيث كان هناك تعنت شديد من وزارة الداخلية. وأيضا إلغاء المحاكمات العسكرية لامناء الشرطة لما فيها من مخالفة دستورية جسيمة حيث ان وزارة الداخلية هيئة مدنية وليست عسكرية وأيضا إنشاء نادى خاص بامناء الشرطة بمجلس إدارة منتخب من قبل امناء الشرطة.

## المواد المنظمة لأمناء الشرطة
مادة 78: يعين أمناء الشرطة من خريجي معاهد أمناء الشرطة ويصدر بإنشائها قرار من وزير الداخلية وهو الذي يضع لائحتها التنفيذية ويحدد نظم الدراسة بها والمكافأة التي تمنح للطلبة بعد أخذ رأي المجلس الأعلى للشرطة.
كما يحدد وزير الداخلية شروط القبول بها من بين الحاصلين على شهادة الثانوية العامة أو ما يعادلها من التخصصات الفنية التي يعينها.
ويجوز لمن بلغ سن الخدمة الإلزامية ولمن لم يبلغها أن يلتحق بهذه المعاهد وتعدّ مدة خدمته خدمة عسكرية، ولا يفيد من هذا الحكم من لم يتم مدة عشر سنوات بالدراسة وبخدمة الشرطة معاً.
ولا يقبل بهذه المعاهد إلا من كان مصري الجنسية، ومن أبوين يتمتعان بهذه الجنسية عن غير طريق التجنس محمود السيرة حسن السمعة وألا يكون قد سبق الحكم عليه بعقوبة جنائية في إحدى الجرائم المنصوص عليها في قانون العقوبات أو ما يماثلها من جرائم منصوص عليها في القوانين الخاصة أو بعقوبة مقيدة للحرية في جريمة مخلة بالشرف أو الأمانة ما لم يكن رد إليه اعتباره في الحالتين، وألا يكون قد سبق فصله من خدمة الحكومة بحكم أو بقرار تأديبي نهائي ما لم تمض على صدوره أربعة أعوام على الأقل، كما يجب أن يستوفي شرط اللياقة الصحية والبدنية والسن التي يحددها وزير الداخلية ويضع الوزير شروط قبول الطلبة الأجانب للدراسة بها.
ويخضع الطالب لقانون الأحكام العسكرية.
مادة 79: يعين أمكين الشرطة لأول مرة بدرجة أمين شرطة ثالث، ويستحق مرتبه من تاريخ تسلمه العمل، وتحدد أقدميته من تاريخ التعيين طبقا لترتيب التخرج وعند التساوي في الترتيب يقدم الأكبر سنا.
ويكون التعيين بصفة مؤقتة تحت الاختبار لمدة سنة ويجوز مدها لمن ثبت صلاحيته لمدتين لا تجاوز كل منهما ستة أشهر ويعتبر تعيين من ثبت صلاحيته نهائيا من تاريخ التعيين تحت الاختبار طبقا لأقدميته فيه ويفصل من يثبت عدم صلاحيته.
ويؤدي أمناء الشرطة عند بدء تعيينهم وقبل مباشرة أعمال وظائفهم يمينا أمام وزير الداخلية أو من ينيبه بالصيفة المبينة في المادة 7 من هذا القانون.
وتكون الترقبة إلى كل دررجة من الدرجة السابقة عليها مباشرة وبالأقدمية المطلقة وبعد استيفاء الشروط التي يحددها وزير الداخلية بقرار منه بعد أخذ رأي المجلس الأعلى للشرطة ([2]).
ويجوز لوزير الداخلية دون التقيد بالشروط السابقة، أن يرقي أمين الشرطة إلى الرتبة التاليو مباشرة وحتى رتبة أمين شرطة ممتاز أول وذلك إذا قام بخدمات ممتازة ([3]).
مادة 80: تكون الإجازة السنوية لأمين الشرطة شهرا في السنة وشهرا ونصف شهر لمن تجاوز الخمسين من عمره.
وتكون الإجازة الخاصة المنصوص عليها في المادة 37/4 بقرار من مساعد الوزير المختص ولمدة لا تجاوز شهرا.
مادة 81: الجزاءات التأديبية التي يجوز توقيعها على أمين الشرطة هي:
1- الإنذار.
2- خدمات زيادة.
3- الحجز بالثكنة مع استحقاق المرتب كاملاً.
4- الخصم من المرتب على الوجه المبين بالمادة 48/2.
5- تأجيل موعد استحقاق العلاوة لمدة لا تجاوز ثلاثة أشهر.
6- الحرمان من العلاوة.
7- الوقف عن العمل مع صرف نصف المرتب لمدة لا تجاوز ستة أشهر.
8- خفض المرتب بما لا يجاوز الربع.
9- خفض الدرجة بما لا يجاوز درجة واحدة.
10- خفض المرتب والدرجة معا على الوجه المبين في البندين 8، 9.
11- الحبس أو السجن وفقا لقانون الأحكام العسكرية ويترتب عليه الحرمان من نصف المرتب فقط.
12- الفصل من الخدمة مع جواز الحرمان من بعض المعاش أو المكافأة في حدود الربع.
ولرئيس المصلحة توقيع الجزاءات من 1 إلى 4.
ولمساعد الوزير المختص توقيع الجزاءات من 5 إلى 7.
وللمحاكم العسكرية توقيع أي جزاء من الجزاءات الواردة في هذه المادة.
ولرئيس المصلحة إلغاء القرار التأديبي الصادر من مرؤوسه خلال ثلاثين يوما من إصداره أو تعديل اجزاء بتشديده أو خفضه.
ولأمين الشرطة التظلم من قرار الجزاء الموقع من رئيس المصلحة إلى مساعد الوزير المختص والموقع من مساعد الوزير المختص إلى المساعد الأول لوزير الداخلية ويكون التظلم خلال ثلاثين يوما من إعلان أمين الشرطة بالجزاء وللمتظلم إليه إلغاء القرار أو تعديله.
وتسري على المحكوم بفصله في المدة بين صدور الحكم وصيرويته نهائيا حكم الفقرة الأخيرة من المادة 60 ويحل من له التصديق على الحكم بالفصل محل المجلسالاستئنافي في اختصاصه المذكور’.
([4]) وتعدّ لجزاءات 1، 2، 3 من حيث المحو نوعا واحدا ويسري عليها حكم الإنذار كما تعدّ الجزاءات من 8 إلى 11 نوعا واحدا وتسري بشأنها المدة المبينة في البند 4 من المادة 66.
مادة 82: دون إخلال بحكم المادة 50([5]) من هذا القانون يجوز بالنسبة لعقوبة الإنذار والخصم من المرتب لمدة لا تجاوز ثلاثة أيام أن يكون الاستجواب أو التحقيق شفاهة على أن يثبت مضمونه في القرار الصادر بتوقيع الجزاء.
مادة 83: يكون وقف أمين الشرطة طبقا للمادة 53 من اختصاص مساعد الوزير المختص أو رئيس المصلحة ويكون مد قرار الوقف والبت في صرف نصف المرتب الموقوف صرفه لمساعد الوزير المختص بدلا من مجلس التأديب ويحل مدير الإدارة العامة لشئون الأفراد محل مساعد الوزير في حكم المادة 54.
مادة 84: إذا عوقب أمين الشرطة بإحدى العقوبات المبينة في البند من 8: 11 من المادة 81 من هذا القانون فلا يجوز ترقيته قبل انقضاء سنتين على صيرورة الحكم نهائياً.
([1]) الفقرة الرابعة من المادة 78 من القانون رقم 109 لسنة 1971 معدلة بالقانون رقم 155 لسنة 2004
([2]) استبدلت الفقرة الرابعة بالقانون رقم 49 لسنة 1978
([3]) استبدلت القرة الخامسة بالقانون رقم 20 لسنة 1998
|مصدر= www.moi.gov.qa
قانون هيئة الشرطة
}}